# スマジェニー・スィール

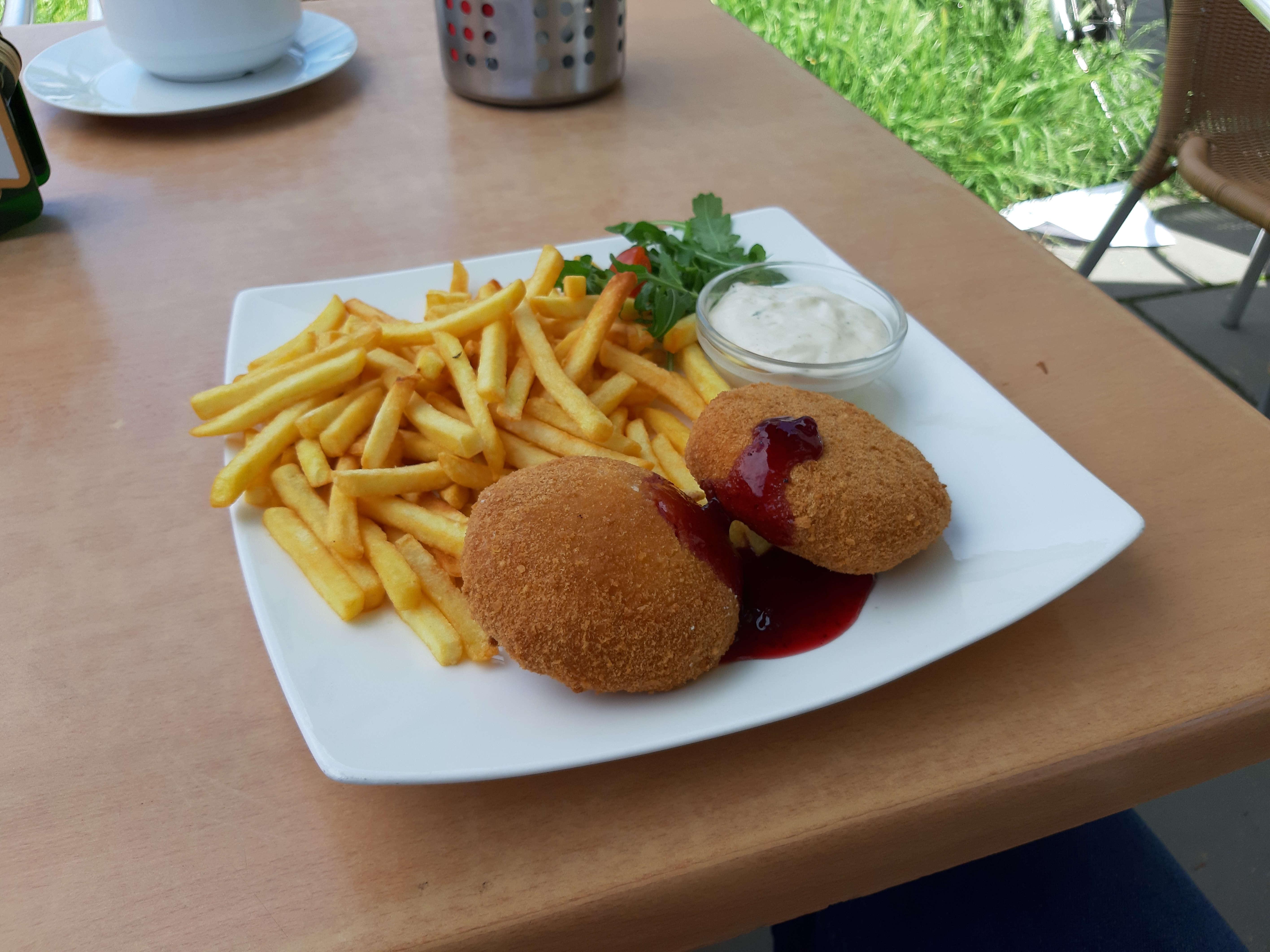
スマジェニー・スィール

スマジェニー・スィール（チェコ語：smažený sýr）は、チェコやスロヴァキアの料理。

## 概要
文庫本程度の厚さに切ったチーズに小麦粉、卵、パン粉をまぶして揚げたもの。
簡単に作れ、廉価であることからファストフードとしても一般的である。
パブやレストランではサラダやフライドポテトなどの付け合せと共に供される。